# Ángel Barajas
Ángel Gabriel Barajas Vivas (* 12. August 2006 in Cúcuta) ist ein kolumbianischer Turner.

## Erfolge
Ángel Barajas sicherte sich bei den Jugend-Südamerikaspielen 2022 in sieben Wettbewerben insgesamt sechs Goldmedaillen. Bei den Panamerikanischen Meisterschaften 2022 der Erwachsenen gewann er am Reck Gold, im Einzelmehrkampf, am Boden und beim Sprung Silber und am Barren Bronze. Ein Jahr darauf wurde er am Boden und am Barren Junioren-Weltmeister. Ab 2024 trat Barajas durchgängig bei den Erwachsenen an und vertrat Kolumbien bei den Olympischen Spielen 2024 in Paris.
Dort ging er am Barren und am Reck an den Start. Am Barren erzielte er 14,700 Punkte, womit er den 14. Platz belegte und das Finale verpasste. Erfolgreicher verlief hingegen die Qualifikation für das Finale am Reck, in der Barajas mit 14,466 Punkten Sechster wurde und ins Finale der besten acht Turner einzog. Dort erreichte er 14,533 Punkte und schloss den Wettkampf hinter dem Japaner Shinnosuke Oka, der mit selben Punktzahl Olympiasieger wurde, und vor den mit 13,966 Punkten punktgleichen drittplatzierten Tang Chia-hung aus Chinesisch Taipeh und Zhang Boheng aus China auf dem zweiten Platz ab.